# Integrală improprie
În analiza matematică, o integrală improprie este limita unei integrale definite, când limita intervalului de integrare tinde la un număr real, la ∞ sau −∞ sau, în unele cazuri, când ambele capete ale intervalului de integrare se apropie de limite.

## Formulare
Mai exact, o integrală improprie nu este un fel de integrală, dar înseamnă o expresie de forma
{\displaystyle \lim _{b\to c}\int _{a}^{b}f(x)\,dx}
unde c este fie +∞, fie un număr real cu proprietatea că |f(x)| → ∞ când x → c-.
sau
{\displaystyle \lim _{b\to a}\int _{b}^{c}f(x)\,dx}
unde a este fie −∞, fie un număr real cu proprietatea că |f(x)| → ∞ când x → a+.
Chestiunile de bază ale teoriei sunt deci:
- Există limita (problemă de analiză matematică)?
- Poate fi calculată limita?

A doua parte poate fi tratată prin tehnici de calcul integral, dar în unele cazuri prin integrare pe contur, transformate Fourier și alte metode avansate.

## Notație
De regulă se folosesc notații care se aseamănă cu cele de la integrala tipică, dar fiecare simbol semnifică integrarea improprie.
{\displaystyle \int _{a}^{\infty }f(x)\,dx\,:=\lim _{t\to \infty }\int _{a}^{t}f(x)\,dx\,}
{\displaystyle \int _{-\infty }^{b}f(x)\,dx\,:=\lim _{t\to -\infty }\int _{t}^{b}f(x)\,dx\,}
{\displaystyle \int _{-\infty }^{\infty }f(x)\,dx\,:=\lim _{t\to -\infty }\int _{t}^{a}f(x)\,dx\,+\lim _{t\to \infty }\int _{a}^{t}f(x)\,dx\,}
{\displaystyle \int _{a}^{b}f(x)\,dx\,:=\lim _{t\to b^{-}}\int _{a}^{t}f(x)\,dx,\,{\mbox{unde}}\,\,\lim _{x\to b^{-}}|f(x)|=\infty }
{\displaystyle \int _{a}^{b}f(x)\,dx\,:=\lim _{t\to a^{+}}\int _{t}^{b}f(x)\,dx,\,{\mbox{unde}}\,\,\lim _{x\to a^{+}}|f(x)|=\infty }
{\displaystyle \int _{a}^{b}f(x)\,dx\,:=\lim _{t\to c^{-}}\int _{a}^{t}f(x)\,dx\,+\lim _{t\to c^{+}}\int _{t}^{b}f(x)\,dx,\,{\mbox{unde}}\,\,\lim _{x\to c}|f(x)|=\infty }

## Probleme de definiție
În unele cazuri, integrala
{\displaystyle \int \limits _{a}^{c}f(x)\,dx\,}

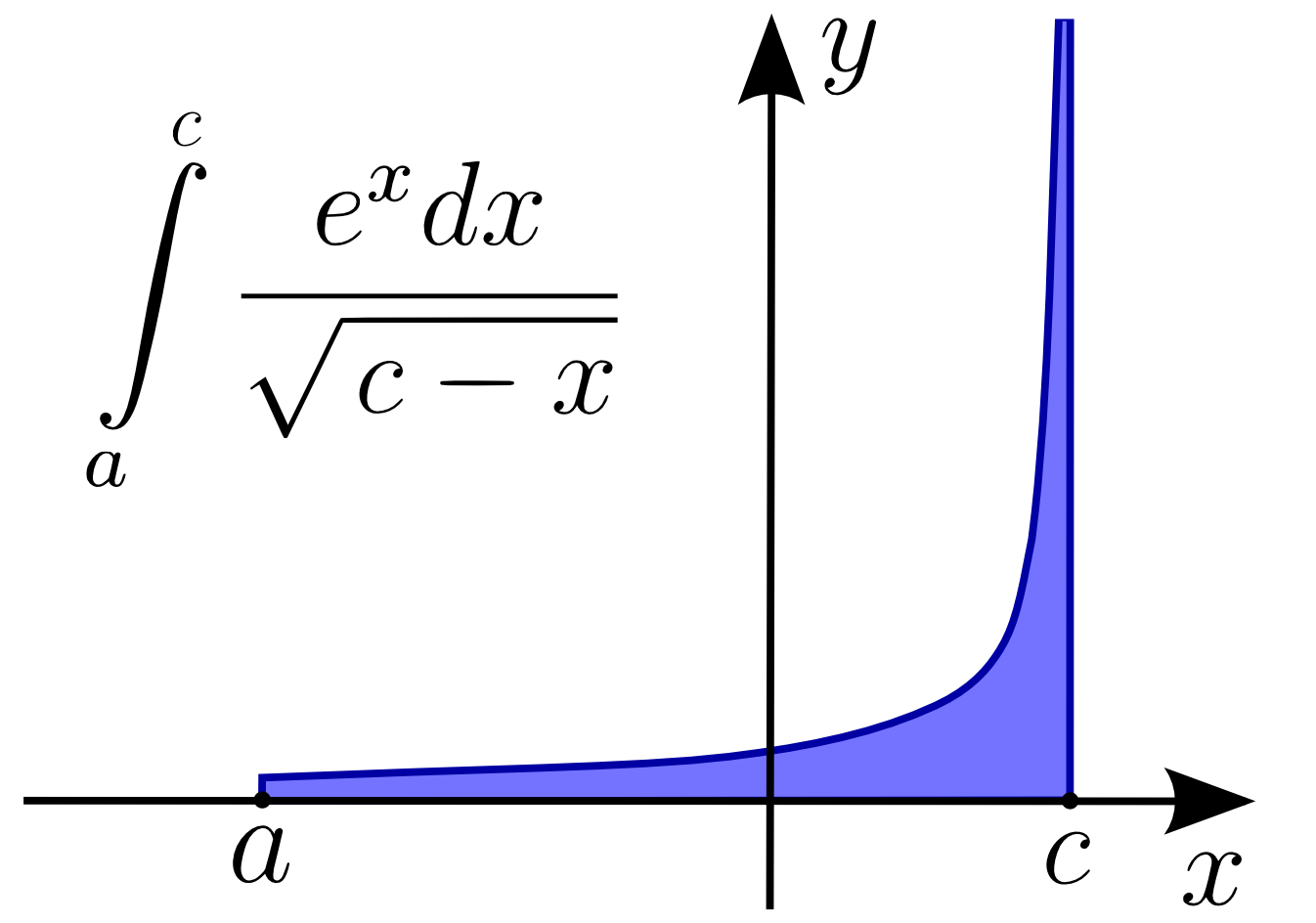
Figura 1.

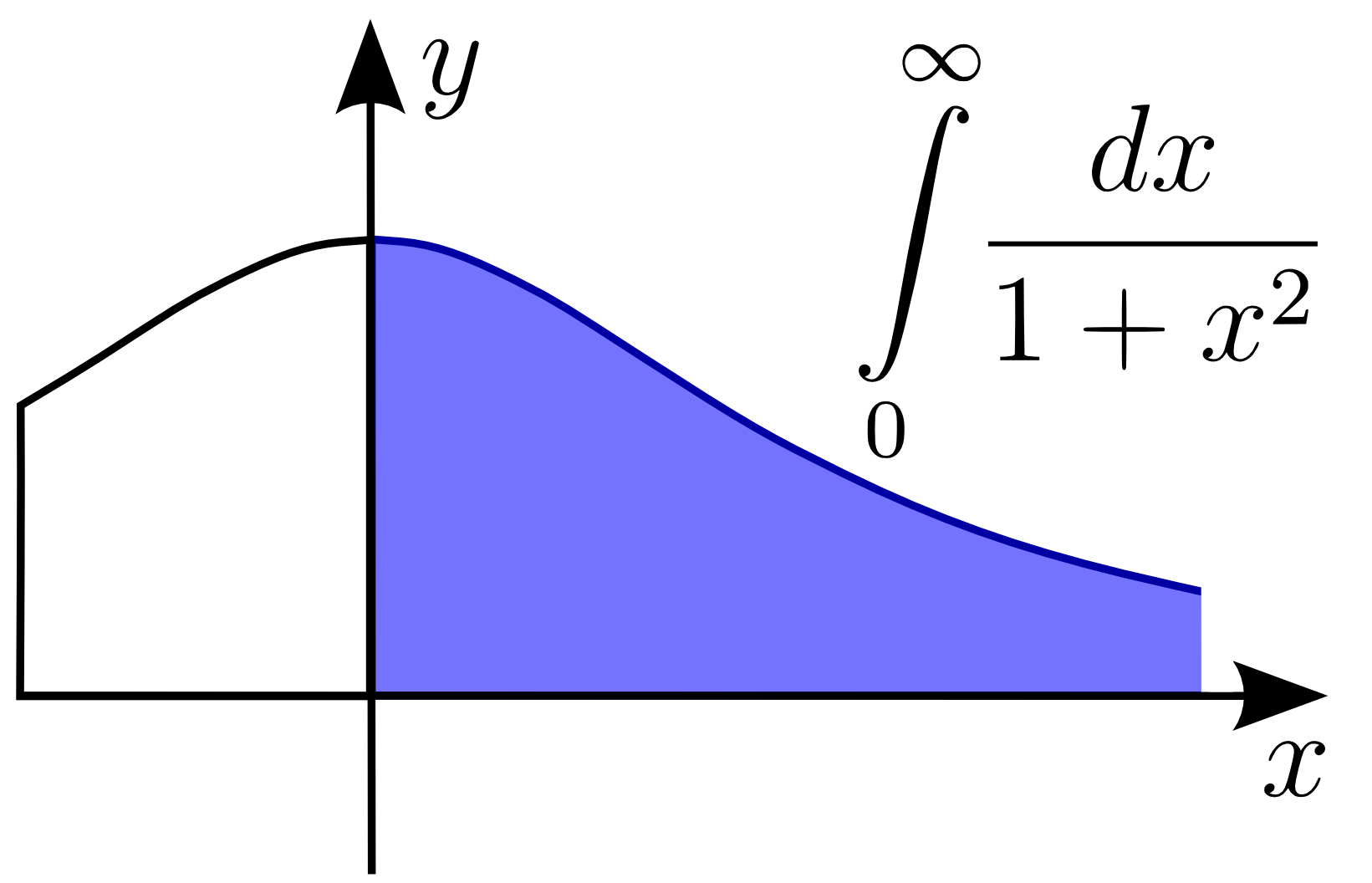
Figura 2

se poate defini fără a se face referire la limita
{\displaystyle \lim _{b\to c^{-}}\int \limits _{a}^{b}f(x)\,dx\,}
dar nu există o metodă convenabilă diferită de calcul. Aceasta se întâmplă adesea când f are asimptotă verticală într-una dintre limitele de integrare, sau dacă una dintre aceste limite este  = ∞.
În unele cazuri, intervalul dintre a și c nici nu este definit, deoarece integralele părților pozitivă și negativă ale lui f(x) dx de la a la c sunt ambele infinite, dar limita poate exista.

## Probleme de interpretare
Există mai multe teorii ale integrării matematice. Din punctul de vedere al calculului integral, teoria integralei Riemann este folosită de obicei (ca teorie implicită, cu alte cuvinte, în discuțiile privitoare la ce semnifică expresia cu semnul de integrală). În studiul integralelor improprii, poate conta teoria de integrare folosită.
Integrala
{\displaystyle \int _{0}^{\infty }{\frac {dx}{1+x^{2}}}}
poate fi interpretată ca
{\displaystyle \lim _{b\to \infty }\int _{0}^{b}{\frac {dx}{1+x^{2}}}=\lim _{b\to \infty }\arctan {b}={\frac {\pi }{2}},}
dar din punctul de vedere al analizei matematice nu este necesar să se interpreteze astfel, deoarece se poate interpreta ca integrală Lebesgue pe mulțimea (0, ∞). Pe de altă parte, utilizarea limitei de integrale definite pe intervale finite este în mod cert utilă, fie și doar ca metodă de calcul a valorilor.
Prin contrast,
{\displaystyle \int _{0}^{\infty }{\frac {\sin(x)}{x}}\,dx}
nu poate fi interpretată ca integrală Lebesgue, deoarece
{\displaystyle \int _{0}^{\infty }\left|{\frac {\sin(x)}{x}}\right|\,dx=\infty .}
iar valoarea acesteia este dată de
{\displaystyle \int _{0}^{\infty }{\frac {\sin(x)}{x}}\,dx=\lim _{b\rightarrow \infty }\int _{0}^{b}{\frac {\sin(x)}{x}}\,dx={\frac {\pi }{2}}.}

## Singularități
Se poate vorbi despre singularitățile unei integrale improprii, ceea ce înseamnă punctele de pe axa reală extinsă în care se folosesc limitele.
Astfel de integrală este adesea scrisă simbolic ca o integrală definită standard, eventual cu infinit ca limită de integrare. Dar aceasta ascunde procesul de limitare. Folosind integrala Lebesgue, mai avansată, în locul integralei Riemann, în unele cazuri această cerință poate fi depășită, dar dacă se dorește doar evaluarea limitei pentru obținerea unui răspuns clar, această modificare nu este în mod necesar de ajutor. Este mai mult sau mai puțin esențială în tratarea teoretică a transformatei Fourier, prin folosirea integralelor pe toată axa reală.